# 龍東 (巴拉那州)
23°24′39″S 52°45′39″W / 23.41083°S 52.76083°W

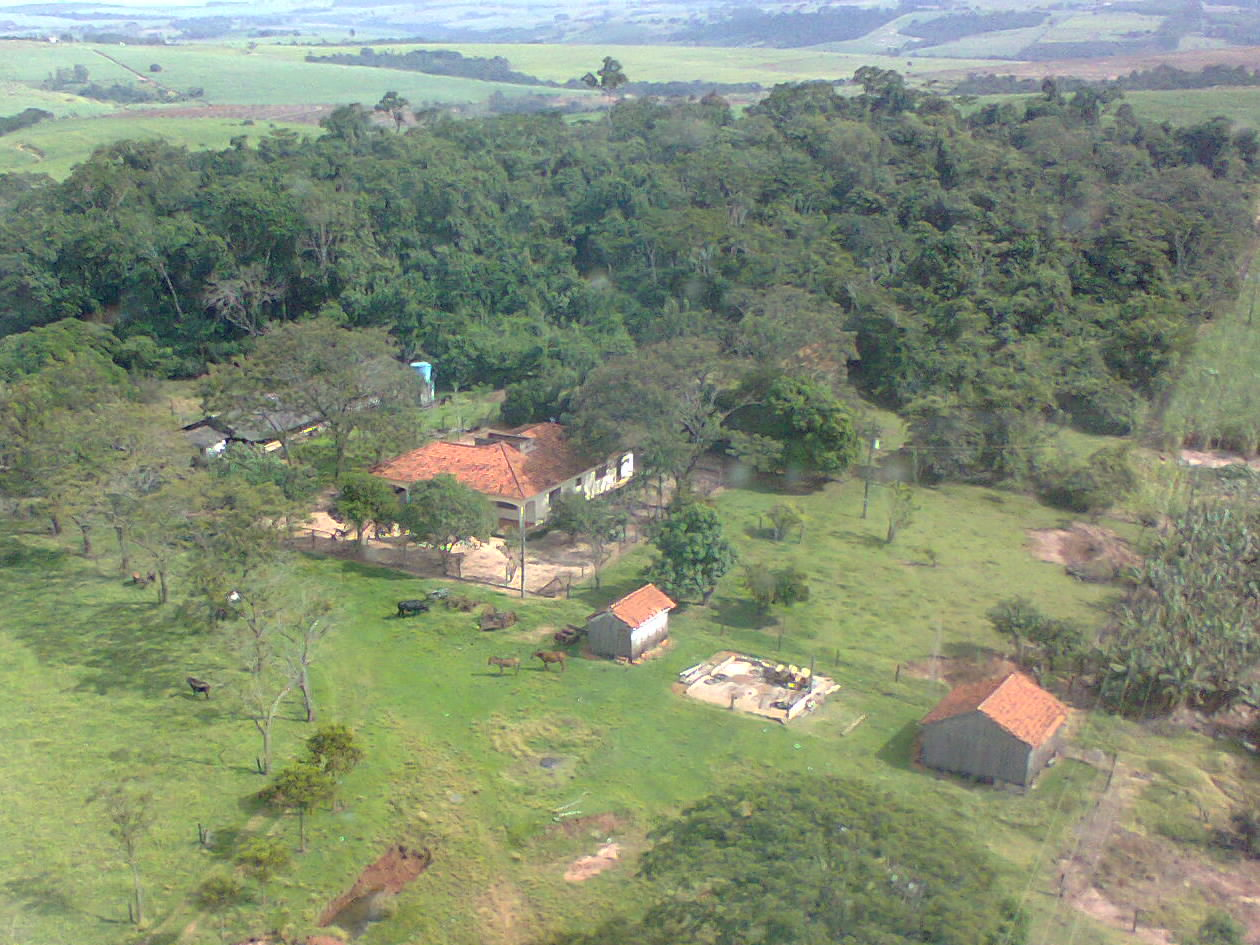
龍東

龍東（葡萄牙語：Rondon）是巴西的城鎮，位於該國南部，由巴拉那州負責管轄，始建於1945年，面積556.1平方公里，海拔高度530米，2010年人口9,005，人口密度每平方公里16.19人。